# Romeo Ranzini
Romeo Ranzini (San Benedetto Po, 19 de julho de 1884 — local e data desconhecidos) foi um empresário ítalo-brasileiro.
Filho de Sisto Ranzini e Eugenia Piccagli, migrou para Brasil, com sua família, no ano de 1888, quando estava com quatro anos de idade. Em São Paulo cresceu, estudou química industrial e trabalhou com seu pai, como empreiteiro da construção civil. Seu espírito empreendedor e interesse pela fabricação de cerâmica levaram-no a fundar a primeira grande indústria de cerâmica de pó de pedra do Brasil: a Fábrica de Louças Santa Catharina.

## História
Desde cedo Romeo Ranzini demonstrou interesse pela produção de cerâmica e, como químico, realizou estudos pessoais sobre os minerais utilizados na fabricação de louças. Também realizou estudos com os pigmentos, utilizados na decoração das peças.
Trabalhando com seu pai, como empreiteiro de obras, teve oportunidade de conhecer e fazer amizade com membros da oligarquia cafeeira paulista; o que o ajudou a levantar o capital necessário para fundar uma grande indústria de louças, como desejava.
Em 1912, Romeo Ranzini fechou acordo com membros da família Fagundes, e criaram juntos a firma Fagundes Ranzini & Cia.; que viria a criar a Fábrica de Louças Santa Catharina. O negócio foi fechado no Café Guarani, na Rua XV de Novembro, em São Paulo. Os sócios eram: Romeo Ranzini; Euclide Fagundes; Adalberto Fagundes; Juarez Fagundes; Waldomiro Fagundes e Teodomiro M. Uchôa Fagundes. Ainda existe algumas dúvidas quanto à participação de Waldomiro na sociedade.
Logo após a integralização do capital social, Romeo viaja para a Itália; a fim de adquirir mais conhecimentos sobre a produção de louças, comprar o maquinário necessário para a indústria que estava criando e contratar técnicos ceramistas. A contratação de técnicos europeus se fazia necessário pois no Brasil, até então, não se produzia louça branca em escala industrial; e os técnicos existentes eram especialistas em cerâmica vermelha.
De volta ao Brasil, em 1913 funda a Fábrica de Louças Santa Catharina, no distrito paulistano da Lapa. O projeto dos galpões foi fornecido pela empresa alemã que lhe vendeu as prensas que seriam utilizadas na fábrica. A construção do edifício foi comandada por ele e seu pai.
A fábrica teve um início triunfal, inundando o mercado brasileiro com louças nacionais de boa qualidade e gerando centenas de empregos diretos; o que garantiu destaque na imprensa e no meio político. O sucesso da Fábrica de Louças Santa Catharina e os técnicos italianos contratados por Ranzini contribuíram para a consolidação da produção de louça de pó de pedra no Brasil; ajudada pela I Guerra Mundial que, de 1914 a 1918, dificultou a importação de produtos europeus.
Romeo Ranzini procurou aprender as técnicas de produção de louça analisando produtos produzidos na França, Alemanha, Itália, Estados Unidos e Argentina. Também buscou apoio da Escola Polytechnica do Rio de Janeiro e da Marmoraria Tavolaro, em São Paulo.
Em 1927, depois da morte de seu sócio Euclydes Fagundes, a Santa Catarina foi entregue ao Grupo Matarazzo; como pagamento de dívidas contraídas com o Banco Matarazzo. Romeo Ranzini não concordou com a transação, mas não teve como impedi-la.
Depois da transferência da empresa para o Grupo Matarazzo, Romeo Ranzini continuou, por alguns anos, trabalhando naquela indústria e, por força de contrato assinado em 05 de março de 1932, foi obrigado a repassar seus conhecimentos ao novo responsável técnico; o que deve ter sido um grande golpe para ele que havia dedicado tantos anos de sua vida pesquisando, fazendo testes com materiais e desenvolvendo novas fórmulas.
Mesmo trabalhando para o Grupo Matarazzo, em 1929 temos o retorno de Romeo Ranzini como empresário com a Fábrica de Louças Romeo Ranzini que, inicialmente funcionou na Lapa, produzindo tintas, vernizes e óxidos destinados à produção de louças, além de velas para filtro. Por volta de 1946, após sucessivas ampliações e aumento na produção de louças, passou a funcionar em Osasco.
Romeo Ranzini era um idealista e foi figura fundamental para a consolidação da produção de louça de pó de pedra no Brasil mas, apesar de sua importância e de ter fundado três empresas, nunca chegou a ficar rico.